# André Gonçalves (explorador)
André Gonçalves (século XV/XVI), explorador português responsável pelo comando da primeira expedição exploradora da costa brasileira.

## Exploração da costa brasileira
Fundamentado nas informações de Pedro Álvares Cabral, que havia descoberto o Brasil em 22 de abril de 1500 – e retornou ao mar, sem descer para o sul do continente –, André Gonçalves partiu do rio Tejo em 10 de maio de 1501 com o intuito claro de explorar amplamente a costa do Brasil. Foi assim que ele se tornou o responsável pelo comando da primeira expedição verdadeiramente exploradora da costa brasileira, que traria consigo o navegador italiano Américo Vespúcio, no auxílio técnico da expedição. 
Sua expedição foi composta de três naus que chegaram à costa brasileira no dia 7 de agosto de 1501, ancorando os navios a 5º3’41” de latitude sul, defronte do lugar hoje chamado Arraial do Marco, situado no vértice da costa do estado do Rio Grande do Norte, distante do Cabo de São Roque, cerca de 45 milhas, segundo descreveu nos escritos. 
A partir daí, decidiram partir rumo ao sul, fazendo sondagens, traçando cartas e roteiros e tomando nota das primeiras denominações com nomes cristãos. Sendo assim, surgiram nomes para os seguintes acidentes geográficos: 
Cabo de São Roque, denominado a 16 de agosto de 1501; o Cabo de Santo Agostinho, a 28 do mesmo mês; o Rio São Francisco, a 4 de outubro; a Baía de Todos os Santos, a 1 de novembro; o Cabo de São Tomé, a 21 de dezembro; o Rio de Janeiro, a 1 de janeiro de 1502; Angra dos Reis, a 6 de janeiro; São Sebastião, a 20 do mesmo mês; São Vicente a 22 de janeiro e por fim Cananeia, último ponto da costa estabelecido por Vespúcio.
Sabe-se, contudo, pela primeira carta do explorador italiano, que a armada desceu até a altura do paralelo 32º sul, na vizinhança do Rio da Prata, correndo territórios colocados de fora dos direitos de Portugal pelo Tratado de Tordesilhas.

### Nota
Alguns historiadores dizem que em 1501 a armada encarregada de explorar a costa brasileira era comandada por Gaspar de Lemos.